# Franz Anton Marenzi von Tagliuno und Talgate

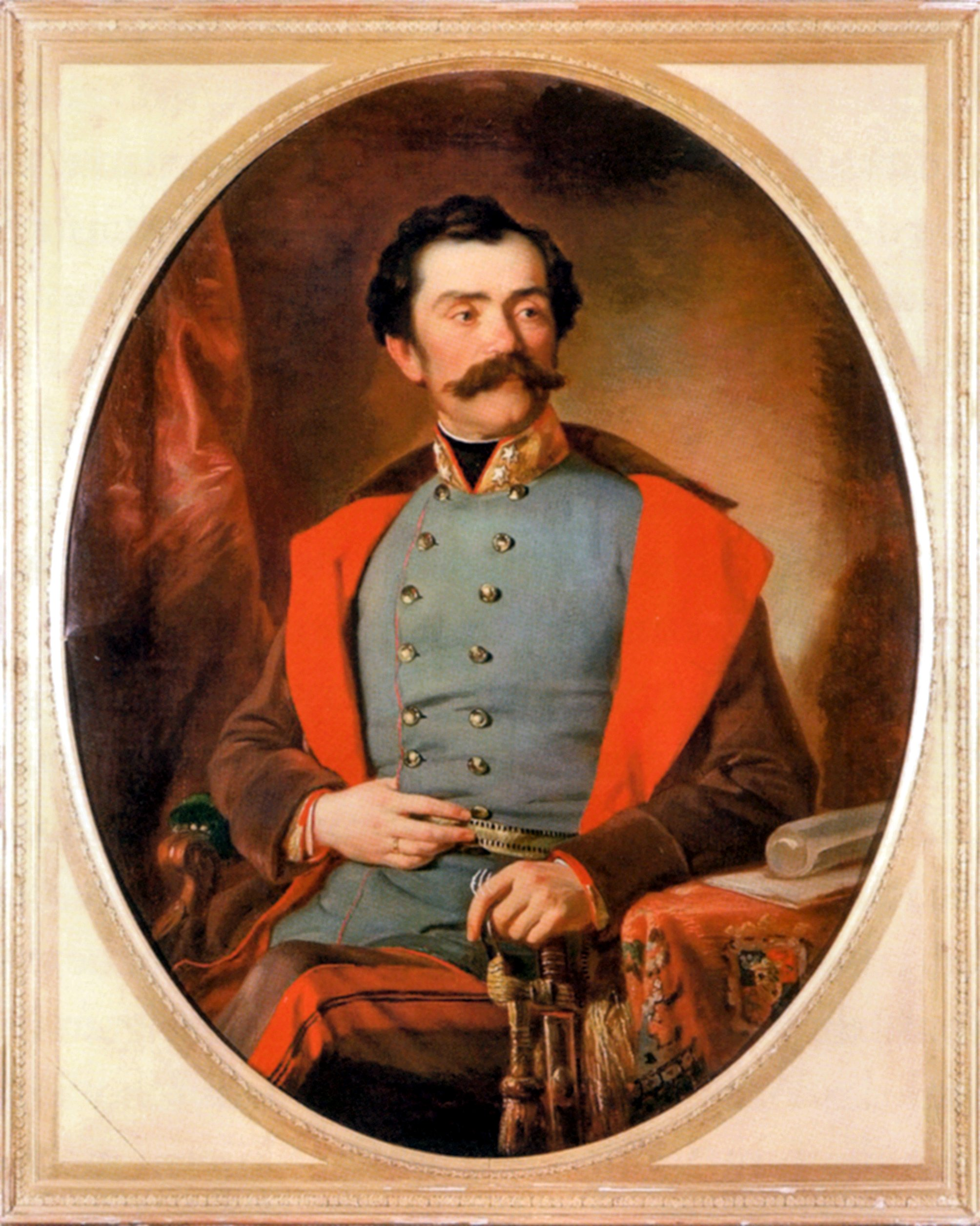
Franz Anton Graf Marenzi

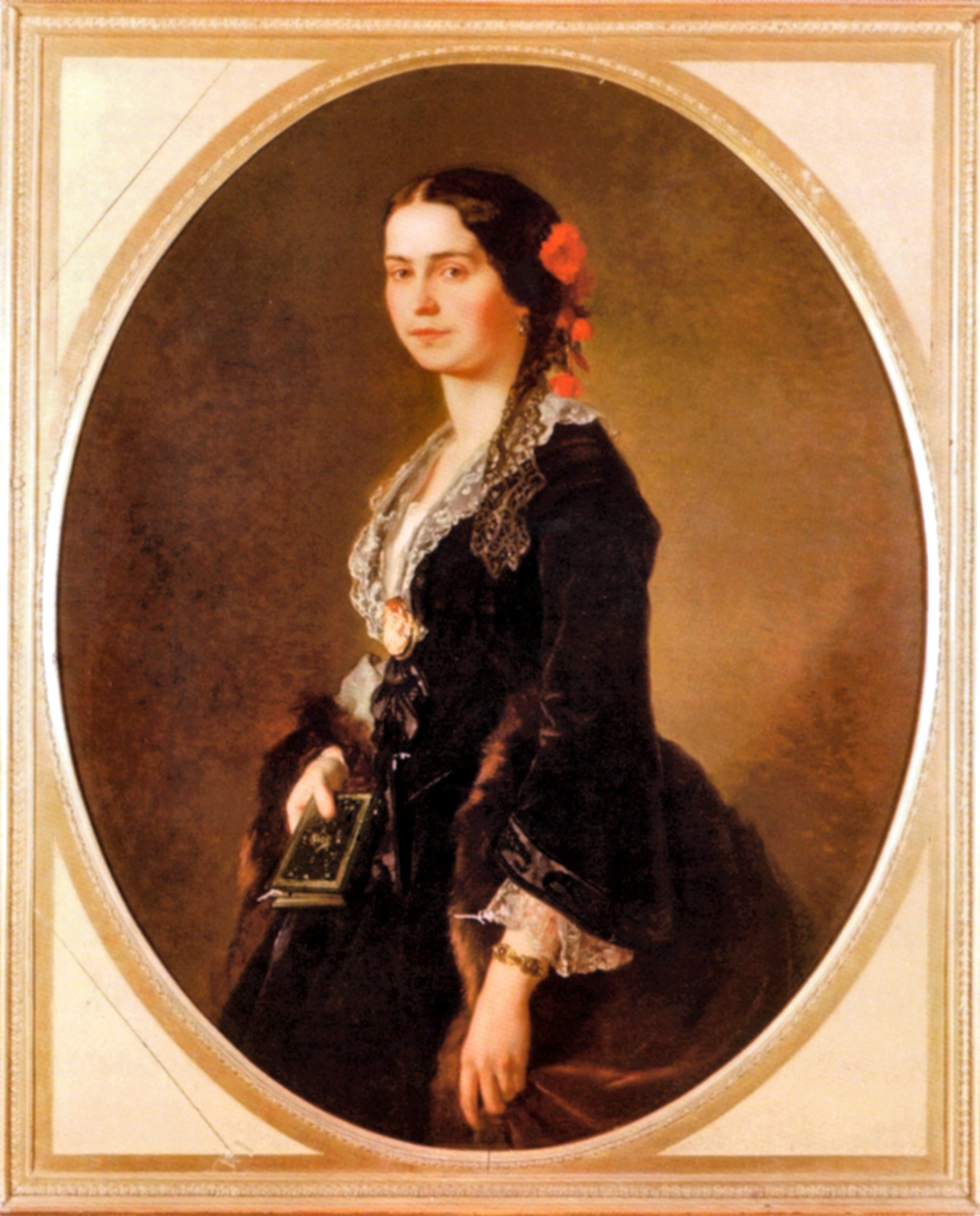
Virginie Putzer von Reibeck

Franz Anton Alois Maria Graf Marenzi von Tagliuno und Talgate, Markgraf von Val Oliola, Freiherr von Marenzfeldt und Scheneck (* 11. Juni 1805 in Triest; † 4. Januar 1886 ebenda) war k. k. Kämmerer, österreichischer Offizier (Feldmarschallleutnant), Geologe und Schriftsteller aus der Familie Marenzi.

## Biografie
Er kam 1835 als Hauptmann zum Generalstab und wurde 1838 von Feldmarschall Radetzky nach Italien berufen. Ab 1843 wurde er als Major zu Erzherzog Rainer kommandiert, 1846 zum Oberstleutnant im 44. Infanterieregiment befördert, kam er als Dienstkämmerer zu Erzherzog Sigmund. Mit diesem bekämpfte er die Aufstände in Bergamo und Brescia, auch machte er die Gefechte und Schlachten von 1848/49 mit. Durch sein durchdachtes Eingreifen wurde die Schlacht bei Novara noch gewonnen, weswegen ihn der Feldmarschall zum Oberst bei der Albrecht-Infanterie beförderte, was der Kaiser nachträglich sanktionierte.
Nachdem er am 31. August 1849 zum Generalstabschef beim Wiener Generalkommando ernannt worden war, trat er 1850 im Rang eines Generalmajors in den Ruhestand. Nach Triest zurückgekehrt, wurde unter seiner Leitung der „Ponte Verde“ sowie die Nabresina-Wasserleitung gebaut. Am 17. Mai 1854 wieder reaktiviert, wurde er zum Brigadier in Przemyśl, am 3. Oktober des Jahres auch zum Vorstand der Abteilung für Armeeverpflegung ernannt.
1859 war er Stadt- und Militärkommandant von Laibach (Ljubljana), dann wurde ihm bei Ausbruch des Krieges gegen Frankreich unter Beförderung zum Feldmarschalleutnant die Führung des Generalkommandos der 1. Armee übertragen; am 31. Dezember des Jahres ging er in den Ruhestand. Danach widmete er sich geologischen Studien und der Schriftstellerei.
Durch Allerhöchste Entschließung Kaiser Franz Josefs I. von Schönbrunn vom 4. Juni und Diplom zu Wien vom 14. August 1864 wurde ihm der Österreichische Grafenstand unter Bestätigung des auf das Diplom König Konrads II., Mailand 28. April 1024 gestützten markgräflichen Titels „von Val Oliola“ sowie des mailändischen Grafenstandes von 1440 und Bewilligung der Namensführung „Graf Marenzi von Tagliuno und Talgate, Markgraf von Val Oliola, Freiherr v. Marenzfeldt und Scheneck“ verliehen.
Auch schriftstellerisch trat der Graf in Erscheinung, wobei seine Werke sehr kontrovers diskutiert worden waren.

## Familie
Franz Anton Marenzi von Tagliuno und Talgate heiratete 1846 Virginie Putzer von Reibegg (* 3. September 1825 in Klobenstein; † 13. Februar 1898 in Triest), mit der er folgende Kinder hatte:
- Friedrich Franz (* 18. Oktober 1850 in Wien; † 20. November 1939 in Triest) ⚭ 1873 Karolina von Franck (1850–1914)
- Maria Virginia (* 1. Oktober 1852 in Triest) ⚭ 1878 Hermann Graf Zichy zu Zich und Vasonykeo († 1903), geschieden
- Joseph Ludwig (* 8. Dezember 1853 in Triest; † 29. November 1935 ebenda)
- Isabella Anna (* 10. November 1858 in Laibach) ⚭ 1883 Hugo Graf von Hohenwart zu Gerlachstein
- Franz Karl (* 29. Dezember 1859 in Laibach; † 22. Februar 1940 in Budapest)
- Gabriel Franz (* 14. Mai 1861 in Laibach; † 28. November 1934 in Wels)
- Virginia Philomana (* 5. Dezember 1869 in Triest) ⚭ 1894 Arthur Graf von Manzano († 1940)

## Wappen

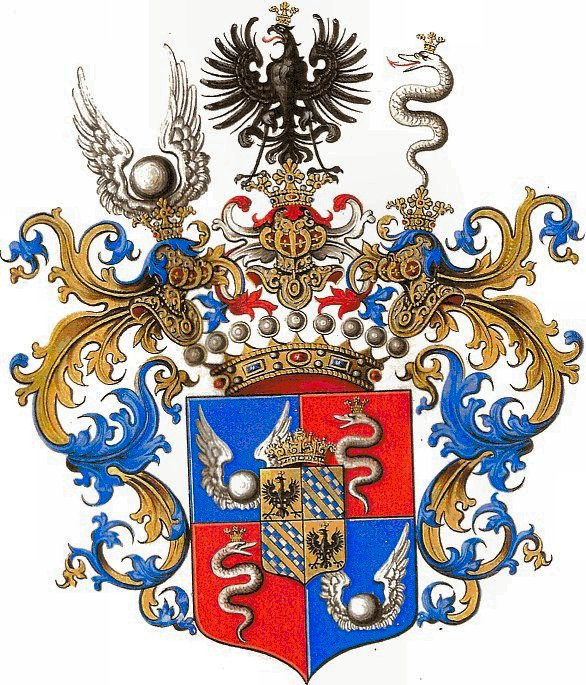
Wappen der Grafen Marenzi 1864

1864: Geviert und belegt mit geviertem goldenen Herzschild, darin a) und d) ein rotbewehrter und gekrönter schwarzer Adler, b) und c) drei von Blau und Silber geschachte schrägrechts Balken (Stammwappen). – 1 und 4 in Blau eine beiderseits geflügelte silberne Kugel, 2 und 3 in Rot eine in vier Windungen einwärts aufgerichtete rotbezungte, goldgekrönte silberne Schlange. – Drei Helme, auf dem rechten mit blau-goldenen Decken die beiderseits geflügelte silberne Kugel, auf dem mittleren mit rot-silbernen Decken ein rot-bewehrter und gekrönter schwarzer Adler, auf dem linken mit blau-goldenen Decken die gekrönte Schlange.
Wahlspruch: „Virtute haud fatis“ („Durch Tapferkeit und nicht durch Zufall“)

## Werke
- Der Aufstand in Bergamo und Brescia im März 1848: Ein Beitrag zur Kriegsgeschichte, Druck von C. Gerold, Wien 1850, 84 Seiten
- Worte im Fluge
- Zwölf Fragmente über Geologie, oder Beleuchtung dieser Wissenschaft nach den Grundsätzen der Astronomie und der Physik, F. H. Schimpff, Triest 1868, 187 Seiten
- Der Karst, die Schweiz und das Alter der Erde, mit 5 Figurentafeln, F. H. Schimpff, Triest 1868
- Das Erdbeben von Peru vom 13. August 1868 und seine Veranlassung. Erklärt im Geiste der Einsturztheorie (F. H. Schimpff, Triest 1869)
- Fragmente über Geologie oder die Einsturzhypothese, mit Figurentafeln, Buchdruckerei des Österreichischen Lloyd, Triest 1872 (188 Seiten)